# Rosa Maria Sardà
Rosa Maria Sardà i Tàmaro (Barcelona, 1941. július 30. – Barcelona, 2020. június 11.) kétszeres Goya-díjas katalán színésznő.

## Fontosabb filmjei
Mozifilmek
- ¿Por qué lo llaman amor cuando quieren decir sexo?  (1993)
- Alegre ma non troppo (1994)
- Suspiros de España y Portugal (1995)
- Airbag (1997)
- Álomlány (La niña de tus ojos) (1998)
- Mindent anyámról (Todo sobre mi madre) (1999)
- Anita nem adja fel (Anita no pierde el tren) (2001)
- Sin vergüenza (2001)
- Anyám a lányokat szereti (A mi madre le gustan las mujeres) (2002)
- A sanghaji varázslat (El embrujo de Shanghai) (2002)
- Carol naplója (El viaje de Carol) (2002)
- Nehézfiúk (Dos tipos duros) (2003)
- Többet ne! (Te doy mis ojos) (2003)
- Hullajó lakások (Chuecatown) (2007)
- Ocho apellidos catalanes (2015)
- La reina de España (2016)
- Leszbikus a nagymamám! (Salir del ropero) (2019)

Tv-sorozatok
- Teatro catalán (1967–1973, nyolc epizódban)
- Lletres catalanes (1975–1978, 12 epizódban)
- Festa amb Rosa Maria Sardà (1979, 11 epizódban)
- Les nits de la tieta Rosa (1980, 12 epizódban)
- Villa Rosaura (1994, 13 epizódban)
- Abuela de verano (2005, 13 epizódban)
- Dues dones divines (2011, 12 epizódban)